# Charlie Swanson
Charles „Charlie“ August Swanson (* 20. Februar 1998 in Richmond, Virginia) ist ein Schwimmer aus den Vereinigten Staaten, der bei Olympischen Spielen bis 2024 einmal Gold und einmal Silber gewann. Bei Panamerikanischen Spielen erschwamm er zwei Goldmedaillen.

## Sportliche Karriere
Charlie Swanson graduierte 2020 an der University of Michigan in Ann Arbor, für deren Schwimmteam er auch antrat. Nach seinem Studium ging er 2022 an die University of Texas at Austin, 2023 kehrte er nach Ann Arbor zurück.
Swanson belegte bei den Juniorenweltmeisterschaften 2015 den vierten Platz über 400 Meter Lagen. Bei den Panamerikanischen Spielen 2019 in Lima gewann Swanson den Wettbewerb über 400 Meter Lagen mit fast acht Sekunden Vorsprung auf den Zweitplatzierten. Mit der 4-mal-100-Meter-Mixed-Freistilstaffel gewann Swanson in Lima ebenfalls Gold. Er wurde allerdings nur im Vorlauf eingesetzt. Im Finale schwammen Michael Chadwick, Nathan Adrian, Claire Rasmus und Margo Geer.
Im Juni 2022 bei den Weltmeisterschaften in Budapest schied Swanson über 200 Meter Brust mit der elftbesten Zeit im Halbfinale aus. Ende des Jahres trat Swanson auch bei den Kurzbahnweltmeisterschaften in Melbourne über 200 Meter Brust an und schwamm die zwölftbeste Vorlaufzeit.
2024 konnte sich Swanson bei den Olympiaauscheidungswettkämpfen der Vereinigten Staaten als Zweiter hinter Nic Fink über 100 Meter Brust qualifizieren. Bei den Olympischen Spielen in Paris schied Swanson über 100 Meter Brust als 14. des Halbfinales aus, für den Finaleinzug fehlten vier Zehntelsekunden. In der 4-mal-100-Meter-Lagenstaffel waren Hunter Armstrong, Charlie Swanson, Thomas Heilman und Jack Alexy die Drittschnellsten im Vorlauf hinter Franzosen und Chinesen. Im Endlauf siegten die Chinesen mit 0,55 Sekunden Vorsprung vor Ryan Murphy, Nic Fink, Caeleb Dressel und Hunter Armstrong. In der 4-mal-100-Meter-Mixed-Lagenstaffel waren Regan Smith, Charlie Swanson, Caeleb Dressel und Abbey Weitzeil die Vorlaufschnellsten. Im Finale siegten Ryan Murphy, Nic Fink, Gretchen Walsh und Torri Huske mit neuem Weltrekord.